# Miriodor
I Miriodor sono una progressive rock band Canadese, attiva dalla fine degli anni '80.

## Formazione
- Pascal Globensky - tastiera
- Rémi Leclerc - percussioni
- Bernard Falaise - chitarra
- Nicolas Lessard - basso

## Discografia
- Rencontres - 1984 (self-published LP), 1986 (CD re-issue, Cuneiform Records)
- Miriodor - 1988
- Third Warning - 1991
- Elastic Juggling - 1996
- Mekano - 2001
- Parade + Live at NEARfest 2002 - 2005
- Avanti! - 2009
- Cobra Fakir- 2013
- Signal 9 - 2018 (Cuneiform Records)